# نسیم حسن شاه
نسیم حسن شاه (انگلیسی: Nasim Hasan Shah; ۱۵ آوریل ۱۹۲۹ – ۳ فوریه ۲۰۱۵) قاضی اهل پاکستان بود. وی از سال ۱۹۹۳ تا ۱۹۹۴ قاضی ارشد پاکستان بوده‌است.